# 川崎DICE
川崎DICE（かわさきダイス）は、神奈川県川崎市川崎区の川崎駅・京急川崎駅前にあるショッピングセンター。
2003年に市街地再開発事業として完成。地権者と東京建物が所有し、子会社のプライムプレイスが運営している。
キャッチコピーは「新しい明日へ、グッドアクセス。」

## フロア案内
地上11階（商業施設としての利用は9階部分まで）、地下2階建て。
| フロア  | 施設                                                                                           | 備考                                                     |
| ------- | ---------------------------------------------------------------------------------------------- | -------------------------------------------------------- |
| 9階     | TOHOシネマズ川崎                                                                               |                                                          |
| 7階     | TOHOシネマズ川崎、レストラン街                                                                 |                                                          |
| 6階     | レストラン街、カラダストレッチ                                                                 |                                                          |
| 5階     | TSUTAYA BOOKSTORE                                                                              | 1階に2010年4月開店、2021年8月に5階に移転し書籍主体に転換 |
| 4階     | ジーユー、ディスクユニオン                                                                     |                                                          |
| 3階     | キャンドゥ、NAVY アイシティ、好日山荘                                                          |                                                          |
| 2階     | P.S.FA、ABCマート、OWNDAYS                                                                     |                                                          |
| 1階     | ユニクロ（2022年3月に3階から移転） Fit Care Express＆musee de peau Raffine（ドラッグ＆コスメ） |                                                          |
| 地下1階 | パチンコ&スロット PIA                                                                          |                                                          |
| 地下2階 | GAME SILK HAT サーティワンアイスクリーム                                                       | 地下2階は川崎アゼリア（地下街）に連絡している。          |

### TOHOシネマズ川崎

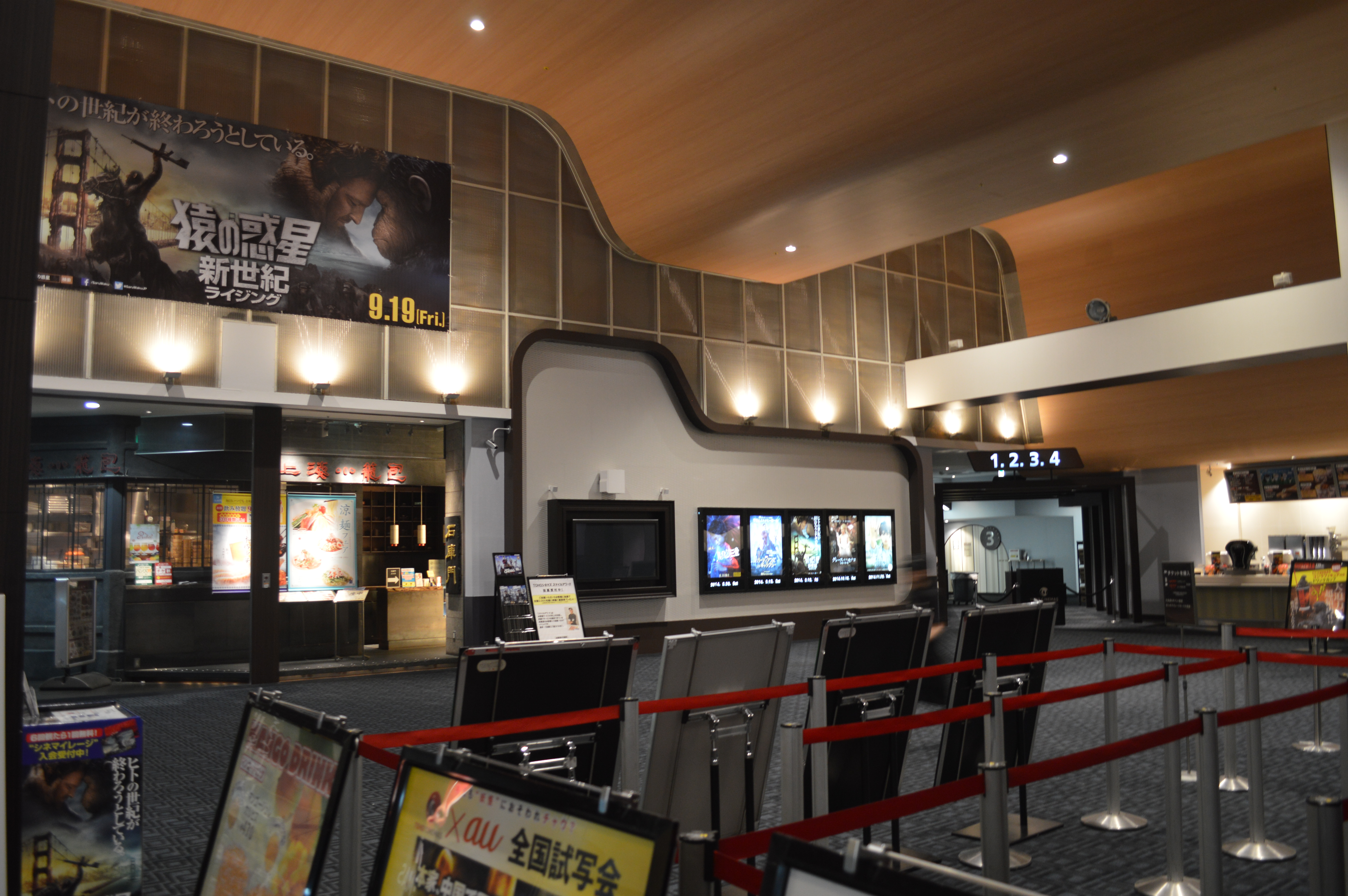
TOHOシネマズ川崎

7〜9階にあるTOHOシネマズの運営によるシネマコンプレックス。9スクリーン、1,902席（車椅子20席）を有する。川崎市内では戦後間もない1945年12月より美須興行が「川崎東宝劇場」（後に川崎グランド4と改称）を運営していたが、1986年にチネチッタへと改修される形で閉館したため、17年ぶりの東宝系映画館復活となった。
開館当初はTHX対応の「プレミアスクリーン」が存在したが、2015年12月に「MediaMation MX4D」に改装され廃止されている。
| No. | 座席 | 車椅子 | サイズ(m) | サイズ(m) | 備考                         |
| No. | 座席 | 車椅子 | 縦        | 横        | 備考                         |
| --- | ---- | ------ | --------- | --------- | ---------------------------- |
| 1   | 142  | 2      | 3.5       | 8.4       |                              |
| 2   | 147  | 2      | 3.5       | 8.4       |                              |
| 3   | 158  | 2      | 4.0       | 9.5       |                              |
| 4   | 150  | 2      | 3.9       | 9.4       |                              |
| 5   | 542  | 4      | 6.7       | 15.9      |                              |
| 6   | 335  | 2      | 5.6       | 13.3      |                              |
| 7   | 240  | 2      | 4.3       | 10.4      |                              |
| 8   | 112  | 2      | 2.8       | 6.8       |                              |
| 9   | 76   | 2      | 3.6       | 8.7       | MX4D（旧プレミアスクリーン） |

## 撤退したテナント
- さくらや - 1階及び2階共に売り場面積約1,000m2で入居していた。さくらやは2010年2月末で全店が閉店となり、同年6月30日付で解散して清算されることになった[8]。
- HMV - 2010年5月9日閉店。3階に入居していた[9][注 1]。
- あおい書店 - 2018年3月31日閉店。4階に入居していた。
- 東急ハンズ - 2020年12月31日閉店[11][注 2]。5階に入居していた。
- スイーツパラダイス - 2025年4月20日閉店。6階に入居していた[13]。

## その他
- 市街地再開発事業の事業協力者としてマイカルが決定していたが経営破綻により撤退した。東京建物が事業協力者となり施行された。[14]
- 開業当時はダイスマンという人の形をした頭部がサイコロのイメージキャラクターが採用されていた。2025年5月3日と4日には、『ダイスマンと遊ぼう!』と題したゴールデンウィークイベントを開催。サイコロタワーやサイコロ入れチャレンジなどの親子向けゲーム企画が行われた[15]。